# افتخار أحمد
آغا افتخار أحمد (بالأردوية: افتخار احمد)‏، (4 نوفمبر 1950 -) صحفي وباحث باكستاني وناشط سياسي. بدأ حياته المهنية في عام 1980، بعد إطلاق سراحه من السجن انضم إلى شبكة جانغ ميديا، وشغل منصبًا رفيعًا في الشبكة. يشغل أحمد حاليًا منصب مدير الانتخابات والتحقيقات والمشاريع الخاصة والبحوث لشبكة جيو نيوز، كما قدًّم برنامج التوك شو جواب ديه على قناة جيو نيوز لأكثر من 10 سنوات.
ثم انضم إلى «شبكة بي أو إل»، وفي 23 مايو 2015 غادر كامران خان وأسماء شيرازي وافتخار أحمد «شبكة بي أو إل» بسبب مزاعم فساد في الشركة المالكة. ثم انضم إلى دنيا نيوز لكنه تركها بعد فترة وجيزة. واعتبارًا من عام 2019 يعمل في 24 نيوز إتش دي.